# Вулиця Голубина (Біла Церква)
Вулиця Голубина  — одна з вулиць у місті Біла Церква. 
Бере свій початок з проспекту князя Володимира і закінчується виходом до вулиці Шевченка, знаходиться у центральній частині міста. Має хлібзавод та фан-клуб "Динамо". 